# Apostlen Andreas
Apostlen Andreas (græsk Ανδρέας (Andreas), engelsk Andrew), var en fisker fra Kapernaum, en yngre bror til apostlen Peter, elev af Johannes Døberen og en af Jesu første disciple. I den ortodokse tradition kaldes han for Protocletos, "den først kaldede" (Joh 1,35-42). Hans festdag fejres i de vestlige og østlige kirker den 30. november, en dag som i norsk tradition kaldes  Andresmesse eller Anders fisker. Dagen er Skotlands nationaldag, idet Andreas er Skotlands skytshelgen, og helgenens kors, andreaskorset, pryder Skotlands flag.
Navnet Andreas kommer fra græsk ανδρεία, "Andreia", og betyder mand, manddom eller tapperhed, og som andre græske navne synes det at være blevet almindeligt hos jøderne fra 100-tallet eller 200-tallet f.Kr. Der er ikke nedtegnet et hebraisk eller aramæisk navn for ham.

## Liv
Det nye testamente fortæller, at Andreas var en søn af Jonas (Matt 16,17; Joh 1,42). Han var født i Betsaida ved Genesaretsøens nordlige bred (Joh 1,41). Både han selv og hans bror var fiskere; deraf følger traditionen, at Jesus kaldte dem til disciple, idet han ville gøre dem til "menneskefiskere" (græsk ἁλιείς ἀνθρώπων, halieis anthropon) . Ved begyndelsen af Jesu offentlige virke boede de to brødre i det samme hus i Kapernaum. (Mark 1,21-29).
I henhold til evangelierne skal Andreas have været elev af Johannes Døberen og blev Jesu første discipel. Pave Eusebius citerer Origenes og hævder, at Andreas prædikede i Lilleasien og Skytien, langs Sortehavet så langt som til Volga. Derfor er han blevet skytshelgen for Rumænien og Rusland. Han skal også have forkyndt evangeliet i Georgien. I henhold til traditionen blev han i år 38 biskop af Byzans (senere Konstantinopel og Istanbul), som på denne tid var en mindre græsk by ved Bosporusstrædet. Dette bispesæde skulle efterhånden blive til patriarkatet i Konstantinopel, hvis patriark regnes som apostolsk efterfølger af Andreas.
Andreaskors
Det hævdes, at Andreas blev korsfæstet i Patras i Hellas på et kors formet som et X, Crux decussata, og som derfor også kaldes for et andreaskors efter ham. Han er blevet skytshelgen for Patras. I henhold til traditionen blev hans relikvier ført til Konstantinopel, og senere til en skotsk kystby som har fået navn efter ham, St Andrews. De lokale legender fortæller, at relikvierne blev solgt til romere af byens præsteskab som erstatning for, at romerne byggede et vandreservoir til byen. Apostlens hånd skal være blevet ført til Moskva, mens apostlens hoved, som skal have været i Peterskirken, skal være blevet givet af despoten Thomas Palaeologus til pave Pius II i år 1461. Relikvierne blev opbevaret i Vatikanet, indtil pave Paul VI besluttede, at de skulle tilbageføres til Patras i 1964. Disse relikvier, som består af en (hoved?)skal og et stykke af en finger, opbevares i dag i Sankt Andreaskirken i Patras og vises frem ved en særlig ceremoni den 30. november.
Det apokryfe skrift "Andreasakterne" (Acta Andreae), som nævnes af blandt andet Eusebius og af Epiphanius af Salamis, tilhører en særskilt gruppe apokryfer, som traditionelt tilskrives Leucius Charinus. I henhold til moderne forskning kan den dateres til 300-tallet og tilhørte de forbudte såkaldte Decretum Gelasianum, som knyttes til pave Gelasius I (492-496). Andreasakterne blev udgivet af Constantin von Tischendorf i Acta Apostolorum apocrypha (Leipzig, 1821). En anden Andreaslegende kaldes for Passio Andreae (Andreaspassionen) og blev udgivet af Max Bonnet i Supplementum II Codicis apocryphi (Paris, 1895).
Relikvier, som opgives at tilhøre Andreas, findes i Sankt Andreaskirken i Patras, men også i Katedralen Sant'Andrea, Amalfi, Italien, St. Mary Cathedral, Edinburgh, Skotland, samt ved St Andrews & St. Alberts kirkerne i Warszawa, Polen.

## Nationale legender

### Skotland
Fra midten af 900-tallet blev Andreas skytshelgen for Skotland. Flere legender fortæller, hvordan Andreas’ relikvier på overnaturlig vis blev fragtet fra Konstantinopel til det sted, hvor byen St Andrews ligger i dag. Nogle skotter påpeger spøgefuldt, at Andreas (som de kalder for Andrew) egentlig blev født i Skotland og siden flyttede til Kapernaum. 
Det fortælles, at Oengus mac Fergus af pikterne (729–761) en gang så et andreaskors på himlen og forstod da, at Sankt Andreas vogtede over ham. 
De ældste bevarede manuskripter, som omtaler dette, findes i Bibliothèque Nationale, Paris og British Library, London. De blev samlet af Jean-Baptiste Colbert for Ludvig XIV af Frankrigs regning. I henhold til disse manuskripter blev Andreas’ relikvier ført af en vis Regulus til den piktiske konge Oengus. Navnet Regulus findes bevaret i St. Rule's Tower i St Andrews, men til en altfor tidlig dato til, at det kan passe. Der findes dog grunde til, at relikvierne var i biskop Acca af Hexhams eje; han tog dem med til Skotland, da han blev landsforvist og havnede i det piktiske kongedømme en gang omkring år 732.
I Arbroath-deklarationen af 1320, da Skotland erklærede sig som selvstændig fra England, blev Andreas nævnt som den, der førte kristendommen til Skotland.